# Entrance Shoal
Entrance Shoal ist eine Untiefe vor der Mawson-Küste des ostantarktischen Mac-Robertson-Lands. Ihre geringste Tiefe beträgt 7,9 m unter dem Meeresspiegel. Sie liegt unmittelbar westlich von Entrance Island an der nordwestlichen Einfahrt zum Horseshoe Harbour in der Holme Bay.
Der Hydrograph D’Arcy Thomas Gale (* 1911) kartierte die Untiefe im Februar 1961 von Bord des Schiffs Thala Dan bei einer Kampagne im Rahmen der Australian National Antarctic Research Expeditions. Die Benennung erfolgte in Anlehnung an diejenige von Entrance Island.